# Браві

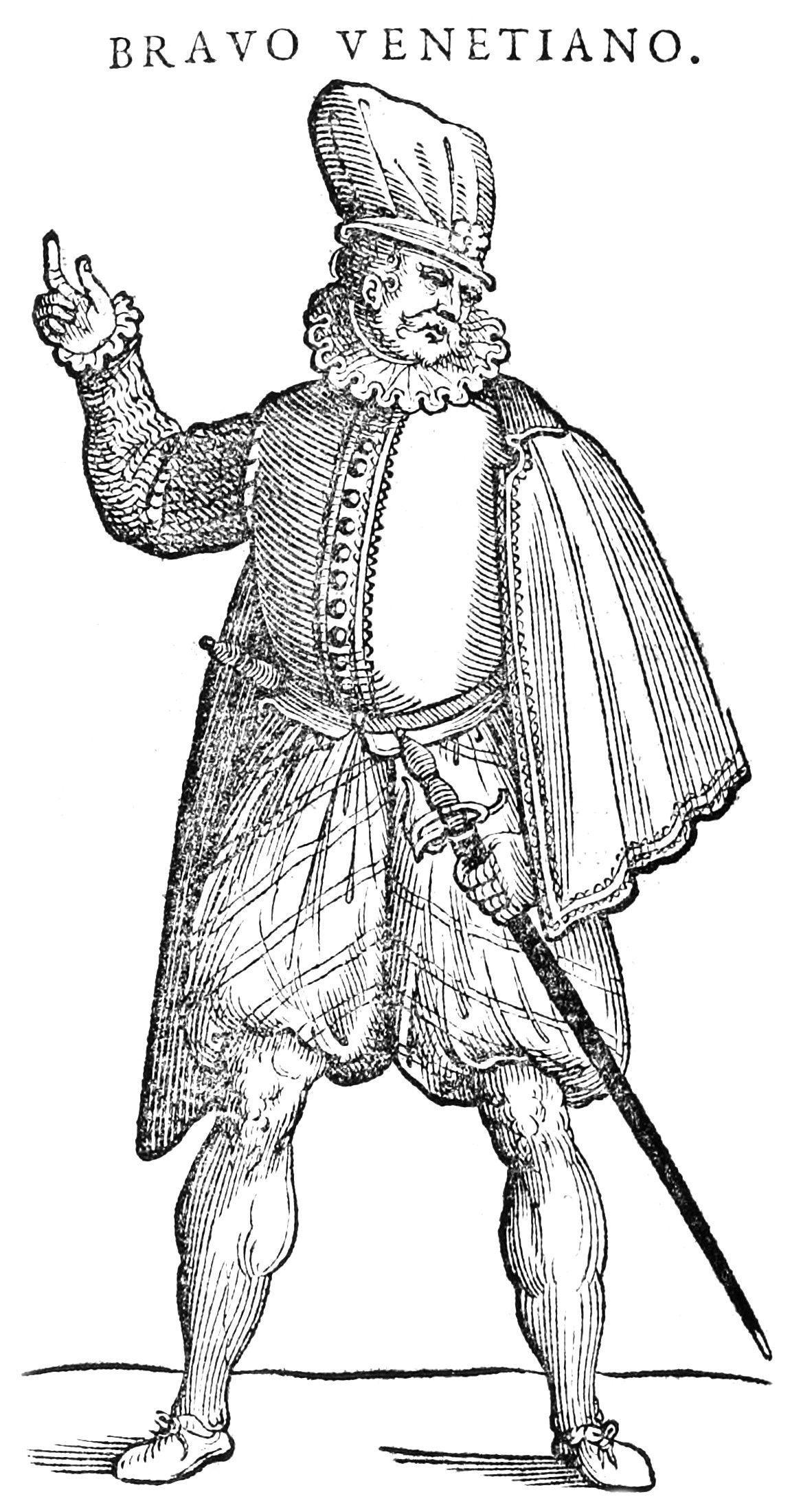
Венеційський браві (ілюстрація Чезаре Вечелліо, 1590 рік).

Бра́ві (італ. bravo) — найманий розбійник в Італії в XVI—XVII сторіччях.

## Історія

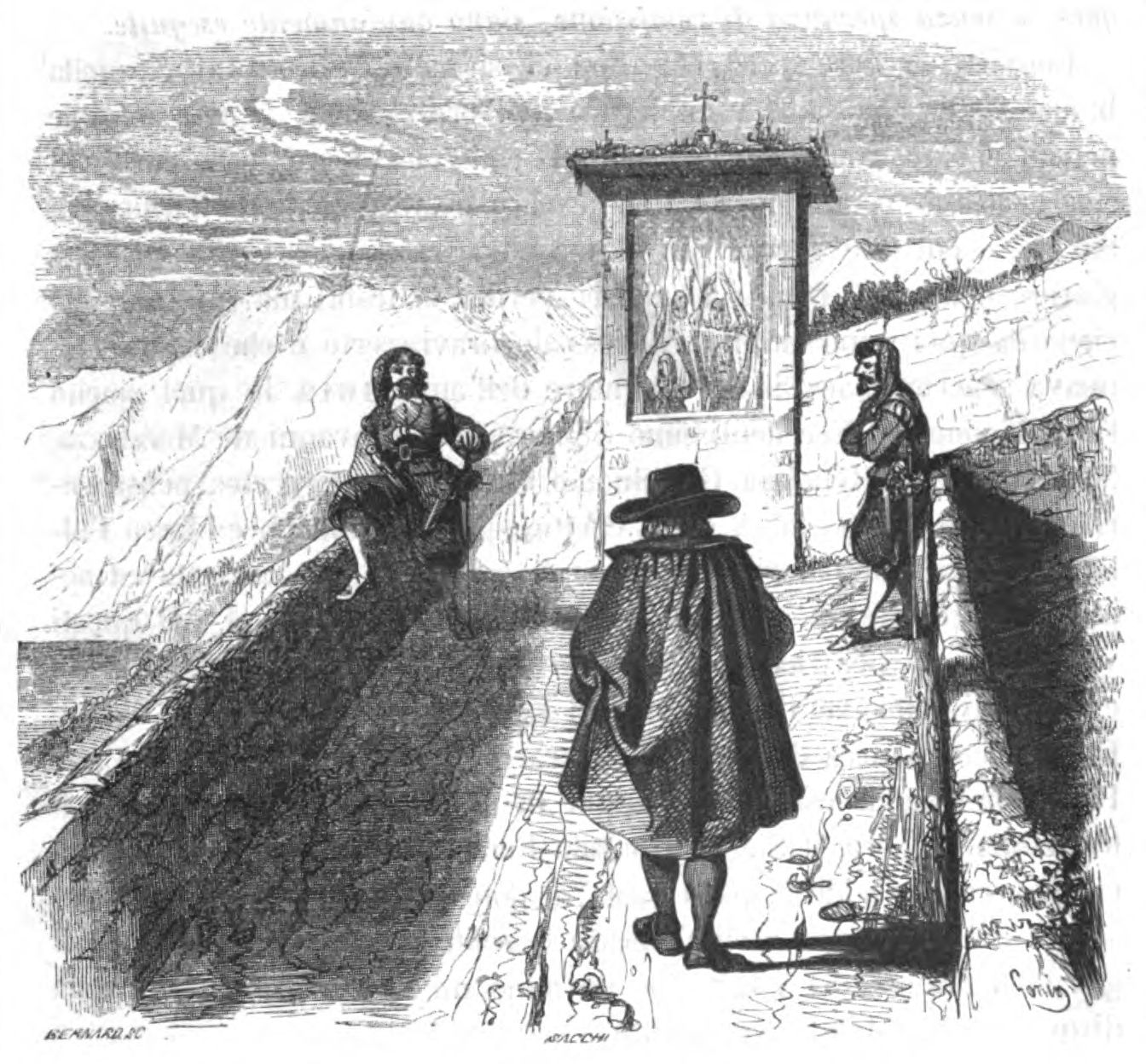
Браві готуються залякати жертву — типовий злочин і ключова сцена роману «Заручені», від якої відштовхується сценарій книги.

В італійській літературі цей термін з'являється на початку XVI століття. Його виводять від слова «бравий», тобто «сміливий, добрий, хвацький». Така етимологія пояснюється тим, що перші браві були міськими хвальками, які гаяли час здебільшого у непристойних розвагах і бійках з собі подібними. Оскільки жертви невдалих жартів, пиятик і поєдинків часто звертались до правосуддя, більшість цих войовничих нероб були засуджені до тих чи інших покарань. Щоб уникнути арешту, а то й смертної кари, браві наймалися до почту владних осіб.
У XVI—XVII сторіччях в Італії квітнув феодалізм у найгірших своїх проявах. Аристократи, а також наближені до них верстви, як от багаті купці й державні сановники, фактично не підлягали суду. Цей імунітет був настільки сильним і тривалим, що нижчі верстви населення навіть не намагалася протестувати проти такого стану речей. Більш того, в тогочасній культурі проявом могутності вважали саме погорду, задерикуватість, хтивість. Статус вельможі був тим вищим, чим більше провокативних вчинків він міг собі дозволити. Отже безчесні аристократи були зацікавлені мати в своєму оточенні якнайбільше вправних розбишак, готових до виконання злочинних наказів. Браві ж, наймаючись на службу до таких осіб, були захищені від судових переслідувань гербом свого володаря. Взаємна зацікавленість сторін призвела до збільшення кількості браві. Наприкінці XVI століття вони були вже не просто корисними прислужниками, а фактично обов'язковою складовою почту.
Зазвичай їхні службові обов'язки були двоякими. По-перше, браві охороняли господаря від можливих замахів чи просто провокацій з боку інших вельмож, тобто були охоронцями, конвоїрами, а в разі потреби і дуелянтами. По-друге, вони виконували злочинні накази господаря, спрямовані проти життя, свободи, честі і майна простих громадян. Найчастіше браві здійснювали такі злочини як убивства, пограбування, крадіжки, зґвалтування і викрадення людей, а також шантаж, залякування, таємні спостереження.
Кількість здійснених ними злочинів була настільки великою, що представники влади видавали спрямовані проти них укази. Наприклад, такі державні акти були видані міланськими губернаторами Карлом Арагонським (1583), Хуаном Фернандесом де Веласко (1593, 1598), П'єтро Енрікесом де Асаведо (1600), Джованні де Мендоса (1612), Гомесом Суаресом де Фуероа (1618), Гонсало Фернандесом де Кордова (1627), герцогом Феррейським (1632) тощо. В перших з цих актів наказувалось висилати браві за межі міста, в наступних їх прирікали до трирічної каторги. Слідчим у справах браві дозволялось вживати тортур, а також збільшувати покарання у разі потреби на власний розсуд.

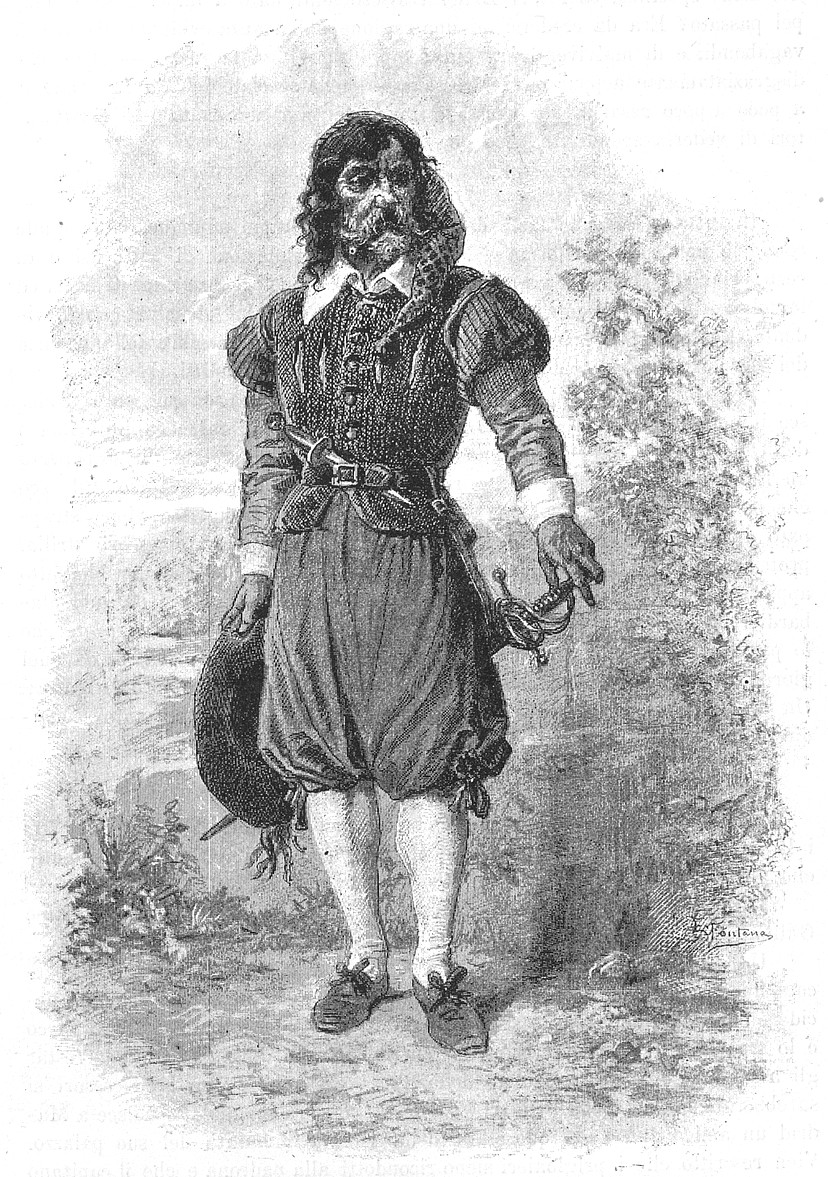
Малюнок 1892 року, на якому видно типове вбрання і озброєння браві.

Незважаючи на такі широкі повноваження, ефективність вжитих заходів була незначною. За безсиллям судової системи стояло кілька причин: 1) корумпованість представників місцевої влади і судових виконавців, які часто були у дружніх зв'язках із феодалами; 2) небажання свідків чи навіть постраждалих осіб свідчити проти браві та їхніх володарів через страх помсти; 3) можливість легкої втечі для браві й безперешкодного «працевлаштування» у почті іншого високопосадовця. Все це дає підстави вважати браві одним із найдавніших проявів організованої злочинності в Італії. Багато елементів їхньої діяльності пізніше будуть запозичені мафією. Як суспільне явище браві зникли у другій половині XVII століття внаслідок того, що дія численних указів була підсилена економічними факторами (після чуми 1630 року в Італії спостерігали загальне зубожіння населення).

## Опис
Браві не мали спеціальної форми одягу за винятком ліврей, які носили лише ті, хто входив до почту знатної особи. Тим не менш їм були притаманні деякі відмінні риси зовнішності.

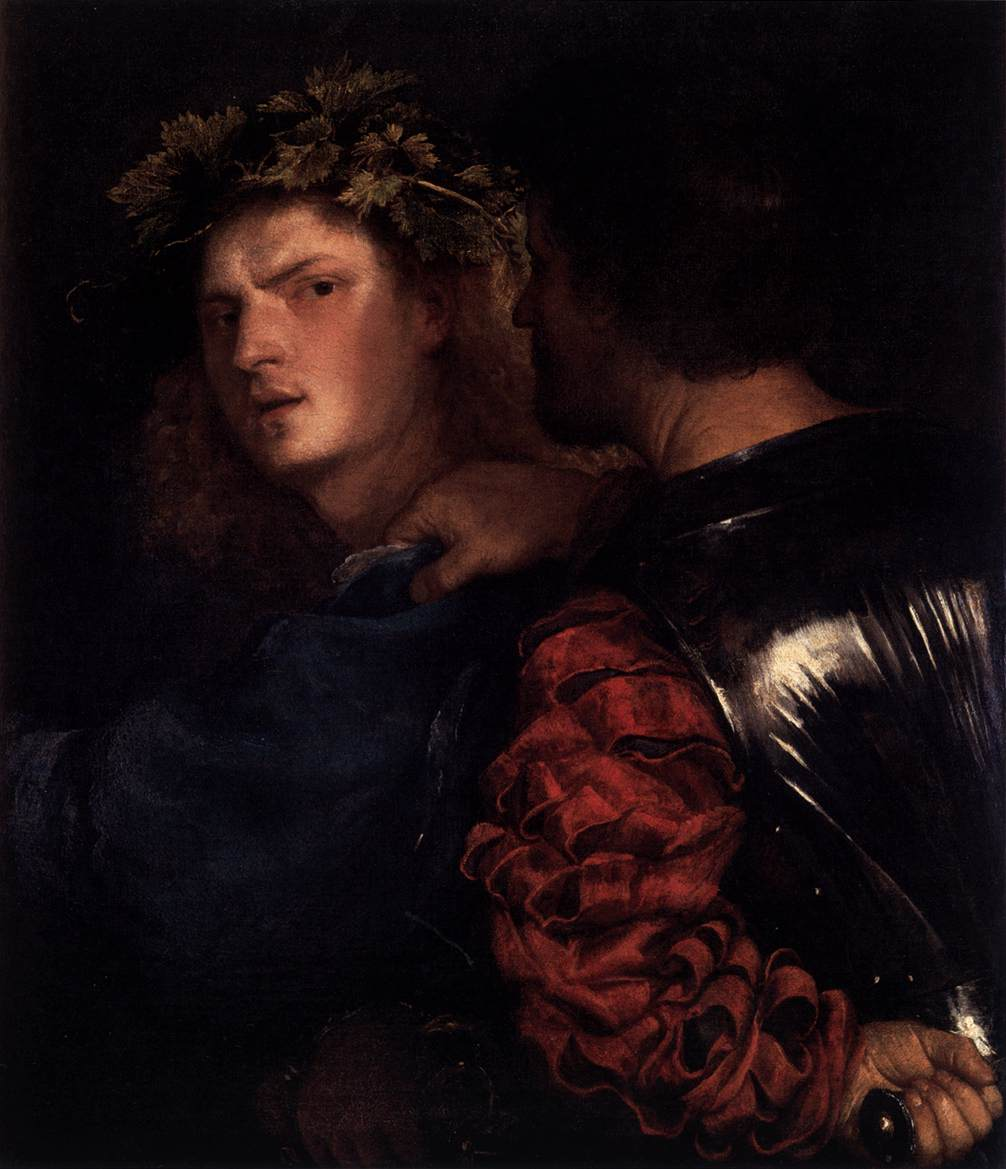
Картина «Браво» (Тіціан, XVI ст.).

Вдягнуті за модою свого часу у короткі широкі штани, сорочки і куртки, вони зазвичай мали шкіряний пояс, до якого кріпили шпагу або шаблю, кинджали і пістолети. Голову браві вкривав капелюх, іноді його заміняла або доповнювала сітка для волосся. Взагалі браві рідко голилися, як правило, носили коротку бороду і довгі, часто закручені шилом, вуса. Волосся на голові відпускали так, щоб у разі потреби ним можна було замаскувати обличчя і залишитись невпізнаним (наприклад, при нападі на жертву в середмісті чи поєдинку на людній вулиці). За портретом Алессандро Мандзоні, який описав браві у своєму романі «Заручені», цим розбійникам були притаманні довгі чуби, які в позаслужбовий час заплітали у кіски. Ця риса була настільки характерною, що за наявністю чуба браві безпомилково вирізняли поміж інших людей. Губернатор Гонсало Фернандес де Кордова в одному зі своїх указів забороняв носити довге волосся. За відмову зрізати чуба накладали штраф у 300 скуді, а в разі неспроможності його заплатити висилали на каторгу на три роки. Перукарям, які не зрізатимуть волосся клієнтам, призначався штраф у 100 скуді або трикратне підтягування на дибі. За повторне порушення ці покарання збільшувались на розсуд судочинця.

## Значення
Браві залишили слід у масовій культурі. За їхньою характерною ознакою в Італії «чубами» називали невгамовних підлітків і юнаків.
Алессандро Мандзоні зробив їх другорядними персонажами свого найвідомішого твору «Заручені», а Джеймс Фенімор Купер написав у 1831 році роман «Браві». Італійський розбійник також є одним з героїв опери «Ріголетто», створеної відомим композитором Джузеппе Верді. Ще один італійський композитор Саверіо Меркаданте написав оперу «Il bravo» (1839). Браві зобразили на своїх картинах Валантен де Булонь і Чезаре Вечелліо. Тіціан створив полотно «Браво», в якому об'єднав образ італійського розбійника XVI століття з міфологічним сюжетом.